# 110 mètres haies aux Jeux olympiques d'été de 2024
Pour des articles plus généraux, voir Athlétisme aux Jeux olympiques d'été de 2024 et 110 mètres haies aux Jeux olympiques.
Navigation
Tokyo 2020 Los Angeles 2028
L'épreuve du 110 mètres haies aux Jeux olympiques de 2024 se déroule du 4 au 8 août 2024 au Stade de France, au nord de Paris, en France.
Il s'agit d'une épreuve uniquement masculine, le pendant féminin étant le 100 m haies.

## Records
Avant cette compétition, les records dans cette discipline étaient les suivants : 
| Record du monde  | Aries Merritt (USA) | 12 s 80 | Bruxelles | 7 septembre 2012 |
| Record olympique | Liu Xiang (CHN)     | 12 s 91 | Athènes   | 27 août 2004     |

## Programme
| Date            | Horaire | Manche       |
| --------------- | ------- | ------------ |
| Dimanche 4 août | 10 h 00 | Premier tour |
| Mardi 6 août    | 10 h 00 | Repêchage    |
| Mercredi 7 août | 19 h 00 | Demi-finale  |
| Jeudi 8 août    | 19 h 00 | Finale       |

## Médaillés

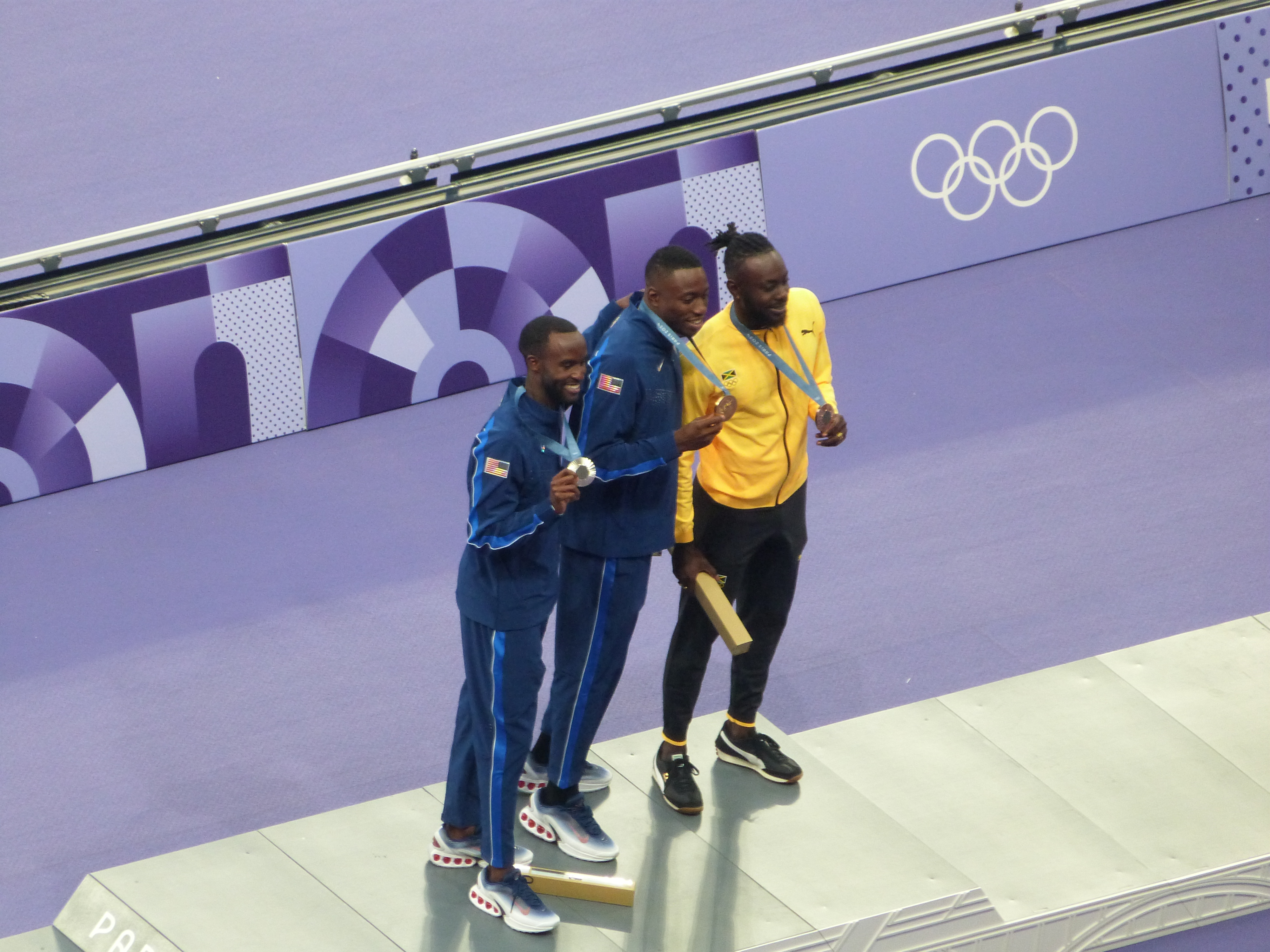
Podium du 110 mètres haies masculin

| Or                   | Argent               | Bronze                  |
| Grant Holloway (USA) | Daniel Roberts (USA) | Rasheed Broadbell (JAM) |

## Résultats

### Premier tour
Les 3 premiers de chaque série (Q) et les 3 meilleurs temps hors les 3 premiers (q) se qualifient pour les demi-finales, les autres vont en repêchage (excepté DNS, DNF, DQ).
| Rang | Couloir | Athlète         | Pays        | Temps   | Notes |
| ---- | ------- | --------------- | ----------- | ------- | ----- |
| 1    | 8       | Rachid Muratake | Japon       | 13 s 22 | Q     |
| 2    | 9       | Enrique Llopis  | Espagne     | 13 s 28 | Q     |
| 3    | 4       | Eduardo de Deus | Brésil      | 13 s 37 | Q     |
| 4    | 6       | Manuel Mordi    | Allemagne   | 13 s 48 |       |
| 5    | 7       | Raphaël Mohamed | France      | 13 s 61 |       |
| 6    | 3       | John Cabang     | Philippines | 13 s 66 |       |
| 7    | 5       | Jakub Szymański | Pologne     | 13 s 75 |       |
| 8    | 2       | Martín Sáenz    | Chili       | 13 s 83 |       |

| Rang | Couloir | Athlète              | Pays       | Temps   | Notes |
| ---- | ------- | -------------------- | ---------- | ------- | ----- |
| 1    | 9       | Louis François Mendy | Sénégal    | 13 s 31 | SB Q  |
| 2    | 7       | Orlando Bennett      | Jamaïque   | 13 s 35 | Q     |
| 3    | 6       | Michael Obasuyi      | Belgique   | 13 s 41 | Q     |
| 4    | 5       | Asier Martínez       | Espagne    | 13 s 47 |       |
| 5    | 8       | Amine Bouanani       | Algérie    | 13 s 58 |       |
| 6    | 2       | Enzo Diessl          | Autriche   | 13 s 63 |       |
| 7    | 4       | David Yefremov       | Kazakhstan | 13 s 88 |       |
| 8    | 3       | Freddie Crittenden   | États-Unis | 18 s 27 |       |

| Rang | Couloir | Athlète          | Pays       | Temps          | Notes |
| ---- | ------- | ---------------- | ---------- | -------------- | ----- |
| 1    | 7       | Xu Zhuoyi        | Chine      | 13 s 40        | Q     |
| 2    | 6       | Antoine Andrews  | Bahamas    | 13 s 43 (.421) | Q     |
| 3    | 3       | Daniel Roberts   | États-Unis | 13 s 43 (.423) | Q     |
| 4    | 2       | Milan Trajkovic  | Chypre     | 13 s 43 (.425) | q     |
| 5    | 8       | Hansle Parchment | Jamaïque   | 13 s 43 (.430) | q     |
| 6    | 4       | Rafael Pereira   | Brésil     | 13 s 47        | SB    |
| 7    | 5       | Craig Thorne     | Canada     | 13 s 60        |       |
| 8    | 9       | Krzysztof Kiljan | Pologne    | 13 s 67        |       |

| Rang | Couloir | Athlète           | Pays            | Temps          | Notes |
| ---- | ------- | ----------------- | --------------- | -------------- | ----- |
| 1    | 6       | Jason Joseph      | Suisse          | 13 s 26        | Q     |
| 2    | 7       | Lorenzo Simonelli | Italie          | 13 s 27 (.263) | Q     |
| 3    | 9       | Shunsuke Izumiya  | Japon           | 13 s 27 (.270) | Q     |
| 4    | 5       | Tade Ojora        | Grande-Bretagne | 13 s 35        | SB q  |
| 5    | 8       | Wilhem Belocian   | France          | 13 s 48        | SB    |
| 6    | 2       | Liu Junxi         | Chine           | 13 s 54        |       |
| 7    | 3       | Elie Bacari       | Belgique        | 13 s 66        |       |
| 8    | 4       | Damian Czykier    | Pologne         | 13 s 99        |       |

| Rang | Couloir | Athlète                 | Pays       | Temps   | Notes |
| ---- | ------- | ----------------------- | ---------- | ------- | ----- |
| 1    | 9       | Grant Holloway          | États-Unis | 13 s 01 | Q     |
| 2    | 7       | Rasheed Broadbell       | Jamaïque   | 13 s 42 | Q     |
| 3    | 6       | Sasha Zhoya             | France     | 13 s 43 | Q     |
| 4    | 5       | Shunya Takayama         | Japon      | 13 s 46 |       |
| 5    | 8       | Tayleb Willis           | Australie  | 13 s 63 |       |
| 6    | 2       | Qin Weibo               | Chine      | 13 s 64 |       |
| 7    | 4       | Elmo Lakka              | Finlande   | 13 s 84 |       |
|      | 3       | Yaqoub Mohamed al-Youha | Koweït     | DNF     |       |

### Repêchage
Les 2 premiers de chaque série (Q) se qualifient pour les demi-finales.
| Rang | Couloir | Athlète            | Pays       | Temps   | Notes |
| ---- | ------- | ------------------ | ---------- | ------- | ----- |
| 1    | 2       | Freddie Crittenden | États-Unis | 13 s 42 | Q     |
| 2    | 5       | Asier Martínez     | Espagne    | 13 s 46 | Q     |
| 3    | 8       | Liu Junxi          | Chine      | 13 s 52 |       |
| 4    | 7       | Enzo Diessl        | Autriche   | 13 s 56 |       |
| 5    | 4       | Craig Thorne       | Canada     | 13 s 62 |       |
| 6    | 6       | Krzysztof Kiljan   | Pologne    | 13 s 73 |       |
| 7    | 3       | Elmo Lakka         | Finlande   | 13 s 75 |       |

| Rang | Couloir | Athlète         | Pays        | Temps          | Notes  |
| ---- | ------- | --------------- | ----------- | -------------- | ------ |
| 1    | 3       | Rafael Pereira  | Brésil      | 13 s 54 (.536) | Q      |
| 2    | 7       | Raphaël Mohamed | France      | 13 s 54 (.538) | Q      |
| 3    | 6       | Amine Bouanani  | Algérie     | 13 s 54 (.539) |        |
| 4    | 5       | Manuel Mordi    | Allemagne   | 13 s 55        |        |
| 5    | 4       | Damian Czykier  | Pologne     | 13 s 71        |        |
|      | 2       | David Yefremov  | Kazakhstan  | DQ             | TR16.8 |
|      | 8       | John Cabang     | Philippines | DNS            |        |

| Rang | Couloir | Athlète         | Pays      | Temps          | Notes |
| ---- | ------- | --------------- | --------- | -------------- | ----- |
| 1    | 3       | Qin Weibo       | Chine     | 13 s 44        | Q     |
| 2    | 2       | Wilhem Belocian | France    | 13 s 45 (.445) | SB Q  |
| 3    | 7       | Shunya Takayama | Japon     | 13 s 45 (.450) |       |
| 4    | 5       | Jakub Szymański | Pologne   | 13 s 63        |       |
| 5    | 6       | Tayleb Willis   | Australie | 13 s 67        |       |
| 6    | 8       | Martín Sáenz    | Chili     | 13 s 95        |       |
| 7    | 4       | Elie Bacari     | Belgique  | 14 s 13        |       |

### Demi-finales
Les 2 premiers de chaque série sont qualifiés directement (Q) pour la finale, ainsi que les deux meilleurs temps (q), hors places 1 et 2.
| Rang | Couloir | Athlète          | Pays       | Temps          | Notes |
| ---- | ------- | ---------------- | ---------- | -------------- | ----- |
| 1    | 6       | Grant Holloway   | États-Unis | 12 s 98        | Q     |
| 2    | 5       | Enrique Llopis   | Espagne    | 13 s 17        | Q     |
| 3    | 3       | Hansle Parchment | Jamaïque   | 13 s 19        | =SB q |
| 4    | 4       | Rachid Muratake  | Japon      | 13 s 26        | q     |
| 5    | 8       | Michael Obasuyi  | Belgique   | 13 s 36        |       |
| 6    | 2       | Qin Weibo        | Chine      | 13 s 41 (.408) |       |
| 7    | 9       | Raphaël Mohamed  | France     | 13 s 41 (.410) |       |
| 8    | 7       | Antoine Andrews  | Bahamas    | 13 s 43        |       |

| Rang | Couloir | Athlète              | Pays            | Temps          | Notes |
| ---- | ------- | -------------------- | --------------- | -------------- | ----- |
| 1    | 6       | Rasheed Broadbell    | Jamaïque        | 13 s 21        | Q     |
| 2    | 2       | Freddie Crittenden   | États-Unis      | 13 s 23        | Q     |
| 3    | 4       | Louis François Mendy | Sénégal         | 13 s 34 (.334) |       |
| 4    | 8       | Sasha Zhoya          | France          | 13 s 34 (.334) |       |
| 5    | 7       | Lorenzo Simonelli    | Italie          | 13 s 38        |       |
| 6    | 5       | Jason Joseph         | Suisse          | 13 s 43        |       |
| 7    | 3       | Tade Ojora           | Grande-Bretagne | 13 s 47        |       |
| 8    | 9       | Rafael Pereira       | Brésil          | 13 s 87        |       |

| Rang | Couloir | Athlète          | Pays       | Temps          | Notes |
| ---- | ------- | ---------------- | ---------- | -------------- | ----- |
| 1    | 7       | Orlando Bennett  | Jamaïque   | 13 s 09        | PB Q  |
| 2    | 8       | Daniel Roberts   | États-Unis | 13 s 10        | Q     |
| 3    | 5       | Shunsuke Izumiya | Japon      | 13 s 32 (.316) |       |
| 4    | 3       | Milan Trajkovic  | Chypre     | 13 s 32 (.316) |       |
| 5    | 2       | Asier Martínez   | Espagne    | 13 s 35        |       |
| 6    | 6       | Eduardo de Deus  | Brésil     | 13 s 44        |       |
| 7    | 4       | Xu Zhuoyi        | Chine      | 13 s 48        |       |
| 8    | 9       | Wilhem Belocian  | France     | 13 s 52        |       |

### Finale
| Rang                                | Couloir | Athlète            | Pays       | Temps          | Notes |
| ----------------------------------- | ------- | ------------------ | ---------- | -------------- | ----- |
| Médaille d'or, Jeux olympiques      | 6       | Grant Holloway     | États-Unis | 12 s 99        |       |
| Médaille d'argent, Jeux olympiques  | 4       | Daniel Roberts     | États-Unis | 13 s 09 (.085) |       |
| Médaille de bronze, Jeux olympiques | 5       | Rasheed Broadbell  | Jamaïque   | 13 s 09 (.088) | SB    |
| 4                                   | 3       | Enrique Llopis     | Espagne    | 13 s 20        |       |
| 5                                   | 9       | Rachid Muratake    | Japon      | 13 s 21        |       |
| 6                                   | 8       | Freddie Crittenden | États-Unis | 13 s 32        |       |
| 7                                   | 7       | Orlando Bennett    | Jamaïque   | 13 s 34        |       |
| 8                                   | 2       | Hansle Parchment   | Jamaïque   | 13 s 39        |       |

## Légende
Records et Performances
- AR : Record continental (area record)
- CR : Record des championnats (championship record)
- MR : Record du meeting (meet record)
- NR : Record national (national record)
- OR : Record olympique (olympic record)
- PR : Record paralympique (paralympic record)
- PB : Record personnel (personal best)
- SB : Meilleure performance personnelle de la saison (season's best)
- WL : Meilleure performance mondiale de l'année (world leader)
- WJR : Record du monde junior (world junior record)
- WR : Record du monde (world record)

Circonstances et Conditions
- DNF : N'a pas terminé (did not finish)
- DNS : N'a pas pris le départ (did not start)
- DQ : Disqualification (disqualification)
- NM : Aucun essai valable enregistré (No Mark)
- Q : Qualifié « directement » au prochain tour (ou à la prochaine compétition), lors d'une compétition majeure, grâce au classement ou à la réalisation des minima (automatic qualifier)
- q : Qualifié au prochain tour (ou à la prochaine compétition), lors d'une compétition majeure, grâce au repêchage ou à la réalisation de l'une des meilleures performances parmi celles des « non qualifiés directement » (grâce au meilleur temps ou à la meilleure distance par exemple) (secondary qualifier)